# 耒水

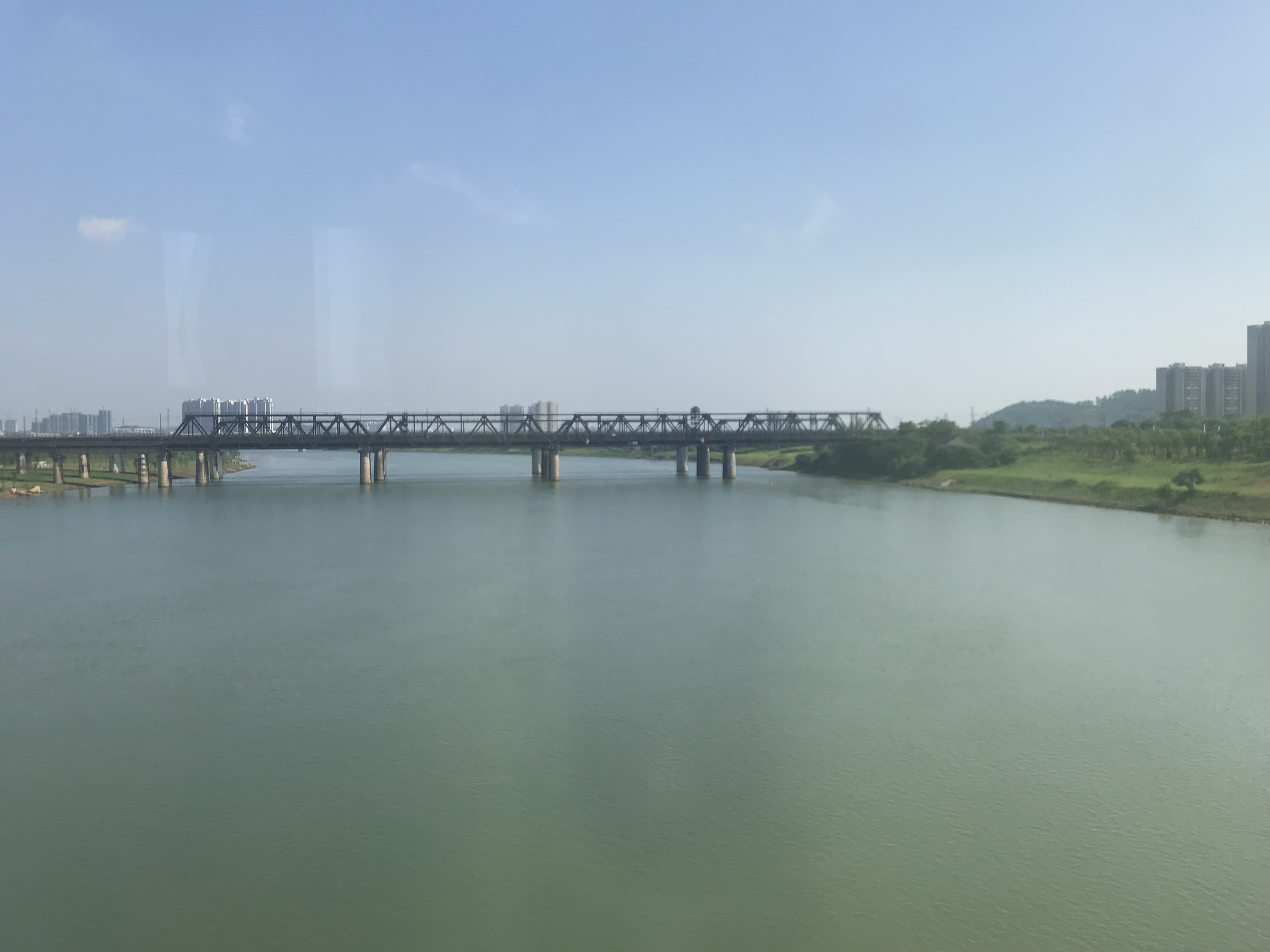
京广铁路耒水大桥

耒水，又名耒河，是湘江流量最大、流程最长的支流。因源于耒山（今汝城县乌龙白骑山）而得名。发源于桂东县石门山，流经桂东县、汝城县、资兴市、郴州市苏仙区、永兴县、耒阳市、衡南县至衡阳市下游5公里汇入湘江。干流全长439公里，流域面积11905平方公里。流域多年平均降雨量为1 534 mm，多年平均气温17.1℃。
耒水有两条主要源流：
- 沤江，发源于桂东县北语江西省交界处的万洋山（石门山）；
- 浙水，发源于汝城县南的耒山

二水会于资兴市黄草坪。经过几次河流查勘，1985年确定以沤江为正源。黄草坪以下至桥口墟下8公里处左纳郴水之前称作东江，郴江口下至永兴县森口称便江，在永兴县塘门口镇接纳西河（古名桂江）之后叫耒水，至衡阳市珠晖区耒河口入湘江。

## 水质
耒水水质在９０年代中期以前较好，目前为地面水Ⅲ类环境质量级别。2005年因上游郴州地区的原因，出现了砷超标的现象。总体而言，水质较为优良。

## 物产
耒水渔业资源丰富，河中有传统的四大家鱼（青，草，鲢，鳙）及虾蟹螺蚌等等。原生动物84种，其中丰水季(8月)59种，多于枯水季(10月底)的46种。2006年遥田电站水域中有人发现国家一级保护动物中华鲟。 耒阳市黄市镇竹木资源丰富，有景观称黄市竹海。耒水流经之处多是山陵地带，森林茂密，盛产木材。下游衡南县江口镇沙河口有一河洲，称江口鸟洲，有鸟数十万只，是著名景点。

## 电站
耒水流域有东江水电站、遥田水电站、耒中水电站和上堡水电站，还有单位、乡镇办的小水（火）电站29个。

## 航运
新中国成立后，开始对耒水航道进行规模建设、整治及养护，航道条件逐步改善，航运事业逐步发达。20世纪60年代，耒阳组建了耒水运输公司、县航运公司，曾盛极一时，占据了耒阳市对外运输的半壁江山。最鼎盛时，耒水运输公司曾拥有水路运输队23个，职工3500余人，船舶500余艘。耒阳市航运公司有水路运输中队2个，职工236人，木帆船77艘。
八十年代随着耒水上多处电站闸坝的建成，只能分段通航甚至断航。上堡电站、耒中电站、遥田电站和白渔潭四级航电枢纽。上堡电站是采用升降机，因船舶过重无法使用，船舶已无法过闸。其他3个电站的通航船闸都是按六级航道最大通航能力100吨级标准设计的，而现在耒水上航行的船舶普遍都超过了100吨，最大达300吨，导致船舶过闸困难，原来能同时通过四艘船舶的船闸，现在只能通过一艘，大大降低了过闸效率。船舶在电站候闸时，滞留时间短则三天，长则一周，非常不便
20世纪90年代经过整治，耒阳段长122千米，航道等级为六级标准，航道水深均在1米以上，宽度统一为20米，弯曲半径在350米以上，可全程通航300吨级船舶。耒阳市沿岸有新生、灶市、城关、遥田、界石、泗门洲、大市等多个港口，港口最大靠泊能力为200吨级，最大货物年吞吐量为30万吨，有货物运输船舶400余艘，客渡船42艘，年货运量200余万吨,客运量十余万人次。

## 延伸阅读
[在维基数据编辑]
 《欽定古今圖書集成·方輿彙編·山川典·耒水部》，出自陈梦雷《古今圖書集成》